# División Uno de Aruba
La División Uno de Aruba (en neerlandés: Arubaanse Division Uno) es la segunda división de fútbol de Aruba. Es supervisado por la Federación de Fútbol de Aruba y fue creada en 1960.

## Formato
Participan 16 equipos divididos en 2 grupos, de los juegan en sistema de todos contra todos 2 veces. Los ganadores de cada grupo jugarán por el ascenso directo a la Primera División de Aruba, mientras que los segundos jugarán por la tercera plaza para jugar en el play-off de ascenso y descenso con subcampeón contra el 8 y 9 de la Primera División de Aruba.

## Equipos 2023-24

### Grupo A
- Arsenal
- Atlantico
- Caravel
- Estudiantes
- Jong Aruba
- RCS
- Real Koyari
- Sporting

### Grupo B
- Brazil Juniors
- United
- FC San Nicolas
- Juventud TL
- Rooi Afo
- Sport Boys
- Undesa
- Unistars

## Equipos 2022-23

### Grupo A
- Arsenal
- Atlantico
- Bubali
- Estudiantes
- Jong Aruba
- RCS
- Real Koyari
- Sporting

### Grupo B
- Brazil Juniors
- Caiquetio
- FC San Nicolas
- Juventud TL
- Rooi Afo
- Sport Boys
- Undesa
- Unistars

## Campeones
| Temporada | Campeón                                      |             |
| --------- | -------------------------------------------- | ----------- |
| 1960      | River Plate                                  |             |
| 1961      | San Nicolas Juniors                          |             |
| 1962-63   | Millionarios                                 |             |
| 1963-64   | Sport Boys                                   |             |
| 1964-65   | Tropical                                     |             |
| 1965-66   | Bubali                                       |             |
| 1966-67   | Aruba Juniors                                |             |
| 1967-68   | Jong Aruba                                   |             |
| 1968-69   | Tropical                                     |             |
| 1969-70   | San Nicolas Juniors                          |             |
| 1970-71   | Atlantico                                    |             |
| 1971-72   | Desconocido                                  |             |
| 1973      | La Fama                                      |             |
| 1974-80   | Desconocido                                  |             |
| 1981      | Rooi Afo                                     |             |
| 1982      | Desconocido                                  |             |
| 1983      | Universal                                    |             |
| 1984-88   | Desconocido                                  |             |
| 1989      | San Nicolas Juniors                          |             |
| 1990      | Brazil Juniors                               |             |
| 1991-92   | Desconocido                                  |             |
| 1993      | Nacional                                     |             |
| 1994-98   | Desconocido                                  | Desconocido |
| 1999      | Brazil Juniors                               |             |
| 2000      | Jong Aruba                                   |             |
| 2001      | Britannia                                    |             |
| 2002      | La Fama                                      |             |
| 2003-04   | Desconocido                                  |             |
| 2004-05   | Caiquetio                                    |             |
| 2005-06   | Juventud TL                                  |             |
| 2006-07   | River Plate                                  |             |
| 2007-08   | Trupial                                      |             |
| 2008-09   | Brazil Juniors                               |             |
| 2009-10   | Caravel                                      |             |
| 2010-11   | Dakota                                       |             |
| 2011-12   | Caiquetio                                    |             |
| 2012-13   | Caravel                                      |             |
| 2013-14   | Brazil Juniors                               |             |
| 2014-15   | Caravel                                      |             |
| 2015-16   | Jong Aruba                                   |             |
| 2016-17   | Piedra Plat                                  |             |
| 2017-18   | Brazil Juniors                               |             |
| 2018-19   | Caravel                                      |             |
| 2019-20   | Abandonado debido a la pandemia del COVID-19 |             |
| 2021      | Campeonato no oficial                        |             |
| 2021-22   | Santa Fe                                     |             |
| 2022-23   | Jong Aruba                                   |             |

## Campeonatos por equipo
| Club                | Campeón | Años campeón                 |
| ------------------- | ------- | ---------------------------- |
| Brazil Juniors      | 5       | 1990, 1999, 2009, 2014, 2018 |
| Caravel             | 4       | 2010, 2013, 2015, 2019       |
| Jong Aruba          | 4       | 1968, 2000, 2016, 2022-23    |
| San Nicolas Juniors | 3       | 1961, 1970, 1989             |
| Tropical            | 2       | 1965, 1969                   |
| La Fama             | 2       | 1973, 2002                   |
| River Plate         | 2       | 1960, 2007                   |
| Caiquetio           | 2       | 2005, 2012                   |
| Millionarios        | 1       | 1963                         |
| Sport Boys          | 1       | 1964                         |
| Bubali              | 1       | 1966                         |
| Aruba Juniors       | 1       | 1967                         |
| Atlantico           | 1       | 1970                         |
| Rooi Afo            | 1       | 1981                         |
| Universal           | 1       | 1983                         |
| Nacional            | 1       | 1993                         |
| Britannia           | 1       | 2001                         |
| Juventud TL         | 1       | 2006                         |
| Trupial             | 1       | 2008                         |
| Dakota              | 1       | 2011                         |
| Piedra Plat         | 1       | 2017                         |
| Caravel             | 1       | 2019                         |
| Santa Fe            | 1       | 2022                         |